# جنيفر دالتون
جنيفر دالتون (بالإنجليزية: Jennifer Dalton)‏ هي فنانة أمريكية، ولدت في 1967.